# ラビング・ユー
『ラビング・ユー』は宝塚歌劇団の舞台作品。月組公演。
形式名は「ショー・ミュージカル」。24場。
併演作品は『春鶯囀』。

## 公演期間と公演場所
- 1975年1月1日 - 1月30日　宝塚大劇場[1]

## 解説
※『宝塚歌劇100年史（舞台編）』の宝塚大劇場のページを参照。
菅沼潤と吉崎憲治が欧州視察で調べた民族舞踊や風俗を基に作られた作品。詩人と作曲家の欧州漫遊記の形をとり、ロンドン、スペイン、アラビア、ボヘミア等、各国の音楽や踊りを使って、場面は変化する。

## スタッフ
- 作・演出：菅沼潤[1]
- 作曲[2]・編曲[2]：吉崎憲治
- 編曲[2]：中井光晴、中野潤二、橋本和明
- 音楽指揮[2]：橋本和明
- 振付[2]：岡正躬、喜多弘、司このみ、山田卓、中川久美
- 装置[2]：石浜日出雄
- 衣装[2]：任田幾英
- 照明[3]：今井直次
- 音響[3]・録音[3]：松永浩志
- 小道具[3]：万波一重
- 効果[3]：川ノ上智洋
- 合唱指導[3]：橋本和明
- 演出補[3]：草野旦
- 演出助手[3]：三木章雄
- 制作[3]：野田浜之助